# Cameron Bright
Cameron Bright (ur. 26 stycznia 1993) – kanadyjski aktor.

## Filmografia
- 2004: Narodziny jako Sean
- 2004: Efekt motyla jako Tommy Miller
- 2004: Godsend jako Adam
- 2005: Dziękujemy za palenie jako Joey Naylor
- 2006: Ultraviolet jako Szósty
- 2006: Potęga strachu jako Oleg Yugorsky
- 2007: Milion na gwiazdkę jako Danny Saunders
- 2009: Zamurowani jako Jimmy
- 2009: Saga „Zmierzch”: Księżyc w nowiu jako Alec
- 2010: Saga „Zmierzch”: Zaćmienie jako  Alec
- 2012: Saga „Zmierzch”: Przed świtem – część 2 jako Alec
- 2015: Final Girl jako Shane